# Keramischer Siebdruck
Im Glaskeramischen Siebdruck werden Farbflächen und Bildmotive gedruckt. Für den Motivdruck werden Dias oder Fotos digitalisiert. Die digitalisierten Daten werden direkt auf ein Drucksieb belichtet. Nacheinander wird jede einzelne Farbe auf Glaselemente, die bereits auf Endformat geschnitten sind, gedruckt und anschließend getrocknet. Sind alle Farben aufgebracht, wird das bedruckte Glaselement bei 700 °C gebrannt. Durch die thermische Behandlung wird das Glas zu Einscheiben-Sicherheitsglas. Gleichzeitig werden die Farben fixiert. Die Farben sind dauerhaft lichtecht, lösungsmittelbeständig und nach DIN abriebbeständig. Die Kratzfestigkeit liegt bei einer Härte von 4 bis 6 Mohs. Die Temperaturbeständigkeit der Drucke beträgt bis zu 200 °C. Das Ergebnis sind: 1-farbiger Motivdruck, Duplexdruck, Vierfarbsatz nach Motiv- oder Farbvorlage, transluzenter Druck, hochdeckender Druck und rutschhemmender Siebdruck.